# Jeremy Miller
Jeremy James Miller (West Covina, 21 ottobre 1976) è un attore statunitense.

## Biografia
Figlio di Sonja Morckel e James Miller, Jeremy è stato scelto, giovanissimo, per alcuni spot commerciali quindi, nel 1984, ancora bambino ha iniziato la sua carriera vera e propria come attore. L'anno successivo ha ottenuto il ruolo di Ben Seaver nella nota serie televisiva Genitori in blue jeans. Miller ha ottenuto molteplici riconoscimenti nell'ambito degli Young Artist Awards, in merito alle sue interpretazioni in Genitori in blue jeans: due vittorie negli anni 1986 e 1988, due nomination negli anni 1987 e 1990. Sposatosi con Joanie, ne ha adottato i 3 figli.

## Filmografia parziale
- Punky Brewster, episodio "Visit to the Doctor/Go to Sleep" (1984)
- Deceptions (1985)
- Genitori in blue jeans (Growing Pains) (1985 - 1992)
- Shalom Sesame (1987)
- Emanon (1987)
- The Willies (1990)
- Ghostwriter (1992), episodi: "Who Burned Mr. Brinker's Store?: Part 1"; "Who Burned Mr. Brinker's Store?: Part 2"; "Who Burned Mr. Brinker's Store?: Part 3"; "Who Burned Mr. Brinker's Store?: Part 4"
- Basato su una storia non vera (Based on an Untrue Story) (1993)
- Genitori in blue jeans - The Movie (The Growing Pains Movie) (2000)
- Genitori in blue jeans - Il ritorno dei Seaver (Growing Pains: Return of the Seavers) (2004)
- Von's Room (2006)
- Milk and Fashion (2007)
- The Fish (2009)